# Danilovgrad
Danilovgrad (in montenegrino cirillico: Даниловград) è una città nella parte centrale del Montenegro. In base all'ultimo censimento (2003), conta 16 523 abitanti.
È situata nella fertile valle di Bjelopavlići dove scorre il fiume Zeta, ed è il capoluogo del comune omonimo.

## Storia
Danilovgrad fu fondata con lo scopo di diventare la capitale del Montenegro, ma dopo la liberazione di Nikšić e Podgorica la sua importanza è diminuita. Il suo nome deriva da quello del fondatore, Danilo II del Montenegro, anche se le fondamenta di questa città furono gettate dal re del Montenegro Nicola I nel 1870.

## Popolazione
L'evoluzione demografica della città negli ultimi tre decenni:
- 1981 - 3.664
- 1991 - 4.409
- 2003 - 5.208

I gruppi etnici nel 1991:
- Montenegrini (89,88%)
- Serbi (5,90%)

I gruppi etnici nel 2003:
- Montenegrini (67,93%)
- Serbi (25,47%)

## Località

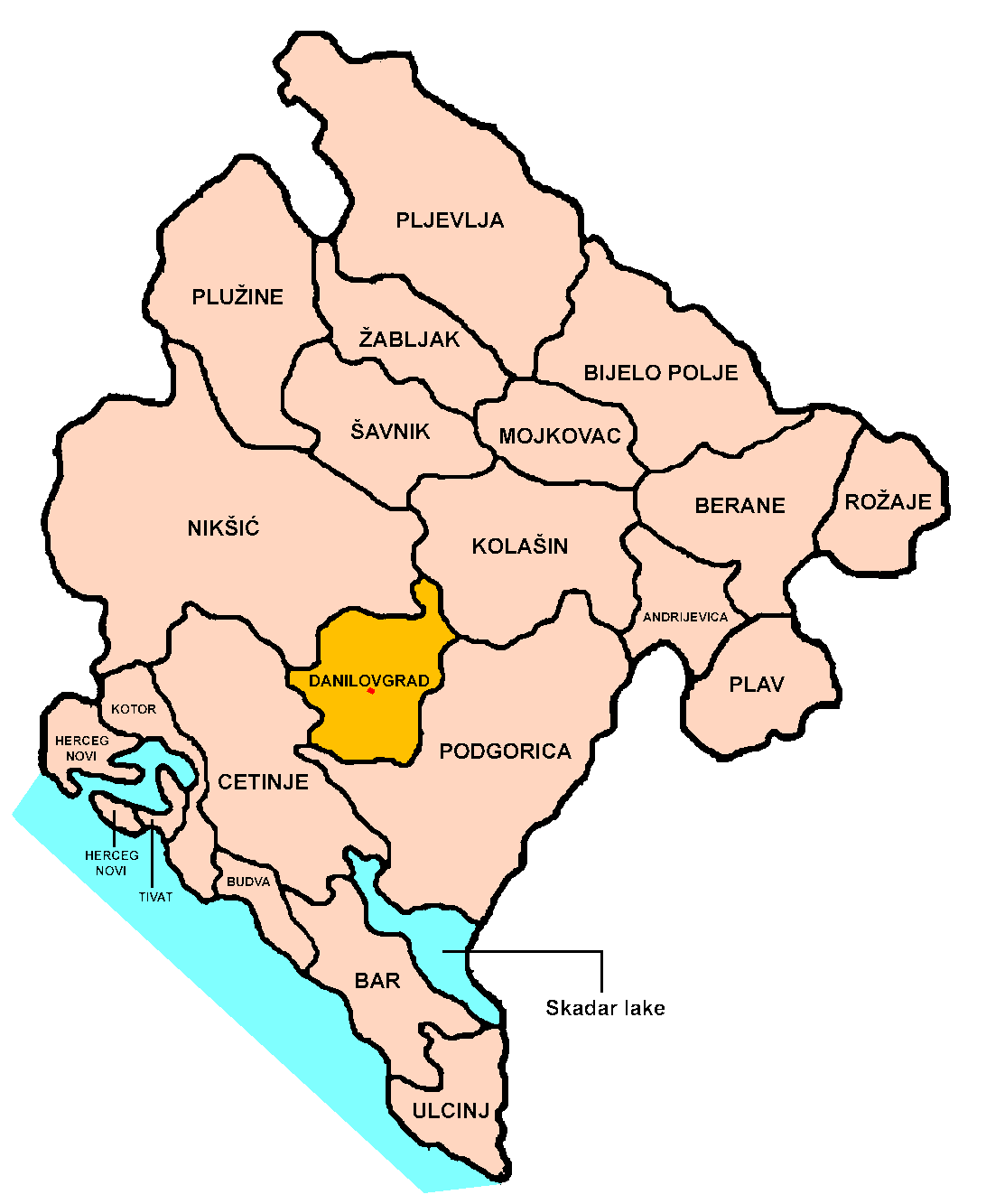
Il comune di Danilovgrad

Il comune ha una popolazione di 16 523 abitanti; il 32% della popolazione è concentrata nel capoluogo (5.208 ab.), mentre nessun'altra località supera il migliaio di abitanti.
Fanno parte del comune 80 località:
| - Bare Šumanovića - Begovina - Bileća - Bobulja - Bogićevići - Boronjina - Brajovići - Braćani - Brijestovo - Bovan Kadića - Veleta - Vinići - Viš - Vučica - Gorica - Gornji Martinići - Gornji Rsojevići - Gostilje Brajovićko - Gostilje Martinićko - Gradina - Grbe | - Gruda - Dabojevići - Daljam - Danilovgrad - Do Pješivački - Dolovi - Donje Selo - Donji Martinići - Donji Rsojevići - Drakovići - Đeđezi - Đuričkovići - Župa - Zagorak - Zagreda - Jabuke - Jastreb - Jelenak - Jovanovići - Klikovače | - Kopito - Kosić - Kujava - Kupinovo - Lazarev Krst - Lalevići - Livade - Lubovo - Malenza - Mandići - Mijokusovići - Miogost - Mokanje - Mosori - Musterovići - Novo Selo - Orja Luka - Pitome Loze - Povrhpoljina - Podvraće | - Podglavica - Požar - Poljica - Potkula - Potočilo - Ržišta - Rošca - Sekulići - Sladojevo Kopito - Slap - Slatina - Spuž - Sretnja - Strahinići - Tvorilo - Ćurilac - Ćurčići - Frutak - Šobaići - Šume |

## Economia

### Turismo
La principale attrazione turistica della municipalità è il monastero di Ostrog, visitato da pellegrini provenienti da tutte le parti del mondo. È situato su una montagna dalla quale si domina la valle di Bjelopavlići, a circa 15 km da Danilovgrad in direzione di Nikšić.
Di interesse turistico è anche il monastero di Ždrebaonik.

## Infrastrutture e trasporti
Danilovgrad è situata, grosso modo, a metà strada tra le due maggiori città del Montenegro; Podgorica e Nikšić, lungo la strada che collega queste due città.
L'aeroporto di Podgorica dista circa 30 km.
È presente una stazione ferroviaria, sulla ferrovia Nikšić-Podgorica.